# Langobardština
Langobardština (nebo též lombardština, ale existuje i románský jazyk lombardský) je vymřelý germánský jazyk, který používali Langobardi, germánský kmen sídlící na území dnešní severní Itálie v 6. století. Od 7. století byl jazyk spolu s kmenem výrazně vytlačován latinsky hovořícím obyvatelstvem. Poslední zmínky o lombardštině datujeme kolem roku 1000. Zachovaly se pouze fragmenty a žádná písemná podoba ve formě literatury. Z tohoto důvodů je také velice obtížné získat detailnější informace o morfologii a syntaxi.

## Příklady

### Číslovky
| Langobardsky | Česky |
| *ein         | jeden |
| *zueine      | dva   |
| drî          | tři   |
| fior         | čtyři |
| fimf         | pět   |
| sehs         | šest  |
| *sipun       | sedm  |
| ahto         | osm   |
| nuin         | devět |
| *zahan       | deset |

## Vzorový text
Ik gaχôrdâ þat sik urχaetjon aenon môtidun,
Xildibrand andi Xaðubrand under χarjum twaem
sunufadarungô. Irô saru riχtidun, garudun se(r) irō
gundiχamun, gurdidun sih irô suerdâ ana,
χelidâ, uber χringâ, dô siâ tô deru χildju ridun,
Otčenáš (modlitba Páně):
Fater unser, thû thâr bist in himile,
Sî gahailaguot thîn namo.
Quame thîn rîhhi.
Sî thîn uwillo,
Suo har in himile ist, suo sî har in hardu.
Unsar prout tagalîhhaz
gip uns hiutu.
Inti furlâz uns unsara skuldi,
Sou uwir furlâzemias
unsarian skuldîgoun.
Inti ni giliaites unsih
in kostunga,
Ûzouh arlousi unsih fon upile.